# Wiler Madonna

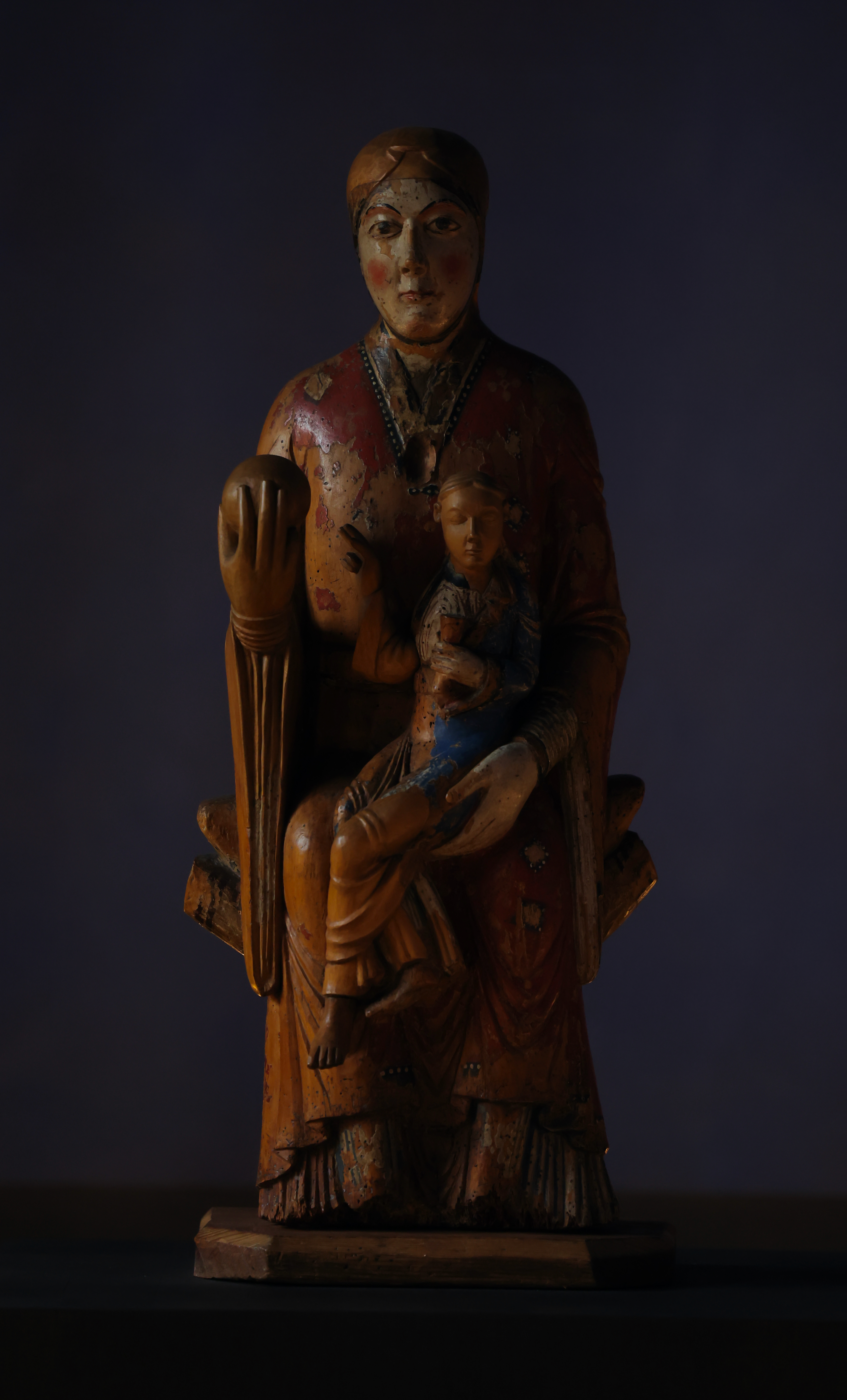
Wiler Madonna
(Stadtkirche St. Nikolaus Wil (SG), 2024)

Als Wiler Madonna wird eine Darstellung der Maria mit dem Christuskind aus Holz bezeichnet, die etwa im Zeitraum zwischen 1160 und 1180 entstanden sein soll. Die Figur befindet sich heute in der Stadtkirche St. Nikolaus in Wil im Kanton St. Gallen in der Schweiz.

## Geschichte
Weder der Schöpfer noch die Herkunft der Figur sind bekannt, ebenso bleibt unklar, seit wann die Figur in Wil verehrt wurde. Archäologische Funde bei der Renovation der Kirche St. Peter und der ihr angeschlossenen Liebfrauenkapelle in den Jahren 1995 und 1996 legen nahe, dass vor dem Neubau der Kirche dort bereits ein kleines Gotteshaus gestanden hat, in dem die Madonna aufgestellt hätte sein können.
Die Kirche zog jahrhundertelang viele Pilger an, und das Andachtsbild hatte einen wundertätigen Ruf. So soll 1425 ein solches Wunder passiert sein.
1879 entdeckte man die verstümmelte Figur in einer Nische der Liebfrauenkapelle wieder. Mutmasslich war die in die Jahre gekommene Figur durch ein neues Exemplar ersetzt und aus Pietätsgründen hier untergebracht worden. Wil besass zu dieser Zeit noch kein eigenes Museum, und so wurde die Figur als Depositum ins Kulturmuseum St. Gallen abgegeben.
Ab 1909 wurde die Figur im neuen Ortsmuseum im Hof zu Wil im dritten Stock der ehemaligen Äbtekapelle ausgestellt. Die Madonna war zu diesem Zeitpunkt mit später aufgetragenen Farbschichten überzogen. Die Museumskommission entschied sich auf Anraten des Kunstmalers Arnold Huber und des Konservators des Ortsmuseums, Ulrich Hilber, die Farbschicht abzutragen und die Bemalung aus dem 12. Jahrhundert wieder freizulegen. 1964 wurde die Figur im Schweizerischen Institut für Kunstgeschichte restauriert, wobei unter anderem das Jesuskind, die Kugel und die Hand der Maria rekonstruiert wurden. 1977 wurde die Figur in der Ausstellung «Die Zeit der Staufer, Geschichte – Kunst – Kultur» im Landesmuseum Württemberg in Stuttgart und in der Ausstellung «Die Staufer» im Museum zu Allerheiligen in Schaffhausen ausgestellt. 2015 bildete sich eine Arbeitsgruppe mit dem Ziel, die Marienfigur den Gläubigen wieder zur Verfügung zu stellen.
Seit 2018 steht die Figur in einer eigens für sie renovierten Kapelle der Wiler Stadtkirche St. Nikolaus. Sie ist in einer Raumskulptur des Schweizer Künstlers Kurt Sigrist untergebracht, die Farbgestaltung der Kapelle stammt von Doris Warger.

## Beschreibung

### Material
Die Figur ist aus Lindenholz geschnitzt. Sie ist 73 cm hoch, 31 cm breit und 17 cm tief. Diverse Teile des Originals fehlen.

### Sitz
Bei der Holzfigur handelt es sich um eine Maria Hodegetria, also die Darstellung einer sitzenden Maria, die ihr Kind seitlich hält oder trägt. Die Gottesmutter thront auf einem Faldistorium, einem lehnenlosen Faltstuhl, der vom frühen bis ins hohe Mittelalter als Ehrensitz für geistliche und weltliche Würdenträger galt. Auf der Rückseite sind Löcher zu sehen, wo die Stützen des Stuhls in Tierköpfen geendet haben könnten.

### Bekleidung
Die Figur trägt eine für Damen im 12. Jahrhundert übliche Obertunika, die reich verziert ist. Der Kopf wird von einem Tuch umhüllt, die Haare sind nicht zu sehen. Der Kopf der Figur wurde offenbar bearbeitet, um ihr eine Krone aufzusetzen, die aber nicht erhalten ist.

### Aussehen
Maria wird als vornehm geschminkte Dame dargestellt, so hat sie rote Backen und Lippen sowie einen hellen Teint. Die Augenbrauen schwingen schwarz über roten Schattierungen, die Augenränder sind braun nachgezogen. Die blauen Augen sind in die Ferne gerichtet, die Literatur spricht hier von einem sogenannten «byzantinischen Blick». Das Gesicht ist gänzlich ausdruckslos.

### Kugel
Die Kugel in der rechten Hand der Figur wird in der Regel als Apfel gedeutet. Dieser kann auf den Sündenfall verweisen, von dem die Menschheit gemäss katholischer Doktrin durch Marias Mithilfe erlöst wurde. Andererseits könnte es sich dabei auch um einen Reichsapfel handeln, der Maria als Königin des Himmels und der Erde kennzeichnete. Die Kugel wurde bei der Restauration 1964 rekonstruiert.

### Jesuskind
Anders als in vergleichbaren Darstellungen schmiegt sich das Kind Jesus nicht an den Körper seiner Mutter, sondern sitzt selbstbewusst wie ein junger Erwachsener auf Marias Knie. Sein Blick ist ähnlich wie jener der Mutter ernst und frontal, wobei es sich beim Kopf nur um eine Nachbildung handelt. Jesus trägt als Attribut eine Schriftrolle bei sich, die ihn als Übermittler des Wortes Gottes darstellen soll.

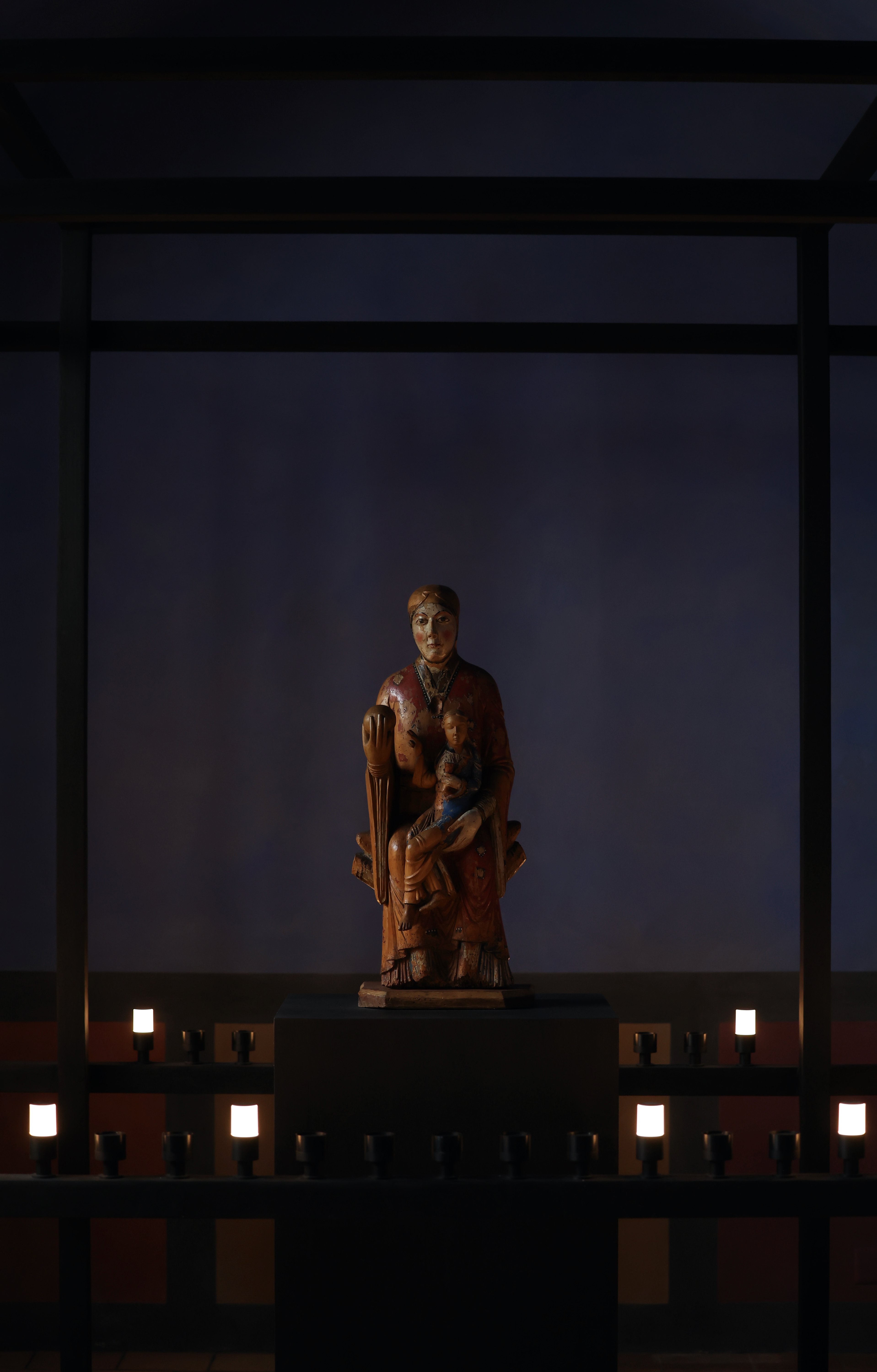
Wiler Madonna
in ihrer Umgebung (2024)

## Rezeption
Der Journalist Rolf Hürzeler bezeichnet die Figur in einem literarischen Stadtrundgang als «Schmuckstück» der Stadtkirche. Der ehemalige Stadtpfarrer von Wil, Roman Giger, betont die lebendige Marienverehrung, die die Figur nach wie vor von Gläubigen erfahre.
Der Lokalhistoriker Benno Ruckstuhl hebt in einem Beitrag von 1998 hervor, dass es in der Schweiz neben der Wiler Madonna nur noch vier weitere thronende Marienfiguren gibt, die sicher vor 1200 datiert werden können. Weiter schreibt er:

«Das Bildwerk ist ein kult- und kunstgeschichtliches Zeugnis ersten Ranges. Bei aller Ehrfurcht vor seiner künstlerischen Qualität denken wir aber auch an die unzähligen Menschen, die über Jahrhunderte hinweg vor diesem Bild gekniet haben, um die Gottesmutter um Fürsprache bei ihrem göttlichen Sohn anzuflehen.»